# Frazione ai minimi termini
Una frazione ai minimi termini o irriducibile è una frazione i cui operatori (dividendo e divisore) sono tra loro coprimi, cioè non hanno divisori comuni oltre all'unità. Una frazione irriducibile è anche per convenzione la forma canonica in cui si è soliti esprimere matematicamente un numero razionale in notazione frazionaria: 1⁄2 e 2⁄4, 3⁄5 e 15⁄25 e così via. Per individuare questo numero si compiono una serie di semplici semplificazioni su numeratore e denominatore.
L'operazione consiste nel dividere sia il numeratore che il denominatore per uno stesso numero intero, avendo come risultato una frazione con valori minori in entrambe le parti e comunque equivalente alla frazione iniziale. Infatti se
{\displaystyle {a:c \over b:c}={a' \over b'}}
allora
{\displaystyle a\cdot b'=a\cdot {b \over c}={a \over c}\cdot b=a'\cdot b}
cioè per definizione {\textstyle {a \over b}} è equivalente a {\textstyle {a' \over b'}}.
Una volta giunti in questa seconda forma, si continua a operare con la frazione ottenuta allo stesso modo fino a che il numeratore e il denominatore non sono numeri coprimi.
Più velocemente, si possono dividere numeratore e denominatore direttamente per il loro massimo comune divisore, arrivando allo stesso risultato in un solo passaggio. Questo però può essere complesso quando si trattano numeri molto grandi, nei quali casi in assenza di calcolatrice è più comodo andare "per gradi" con il procedimento sopra descritto, dividendo ogni volta per esempio per 2; per 3 o per altri numeri primi.
Notare che numeratore e denominatore non devono essere necessariamente numeri primi. Ad esempio 8⁄9 è una frazione ridotta ai minimi termini, ma né il numeratore né il denominatore sono primi. Ad esempio:
{\displaystyle {30:2 \over 42:2}={15 \over 21};\,{15:3 \over 21:3}={5 \over 7}}

## Frazioni irriducibili
In matematica, una frazione irriducibile (o ai minimi termini) è una frazione in cui numeratore e denominatore non hanno divisori comuni in grado di abbassarne il valore, sono cioè coprimi e hanno un massimo comun divisore pari ad 1; in pratica non è possibile trovare una frazione equivalente in cui sia numeratore che denominatore siano "più bassi". In simboli:
{\displaystyle {\frac {a}{b}}\quad {\mbox{irriducibile}}\quad \iff \quad {\mbox{MCD}}(a,b)=1}
Sono frazioni irriducibili come nell'esempio 
{\displaystyle {\frac {1}{4}},\quad {\frac {6}{35}},\quad {\frac {17}{21}}}